# Road America
 Coordenadas : minutos ou segundos > 60

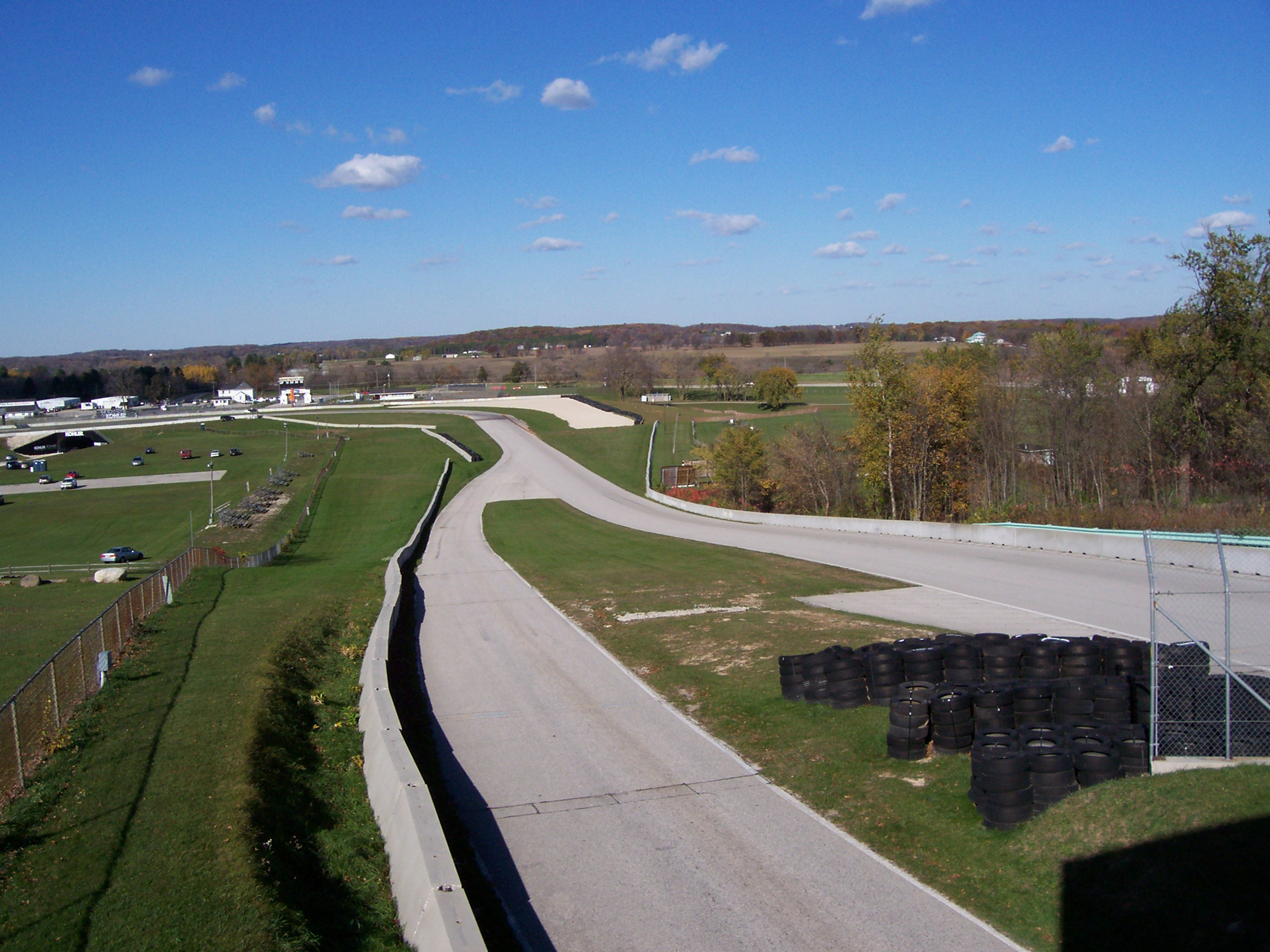
Road America.

Road America é um circuito misto localizado em Elkhart Lake, Wisconsin, Estados Unidos. O circuito foi projetado por Clif Tufte, inaugurado em 1955 e recebe provas da Fórmula Indy, NASCAR, SCCA Speed World Challenge Series, American Le Mans Series, ASRA e AMA Superbike além de outros eventos automobilísticos. Uma grande característica do circuito é o pouco número de arquibancadas que permite ao público assistir as corridas na área gramada permitindo uma circulação por praticamente todo o circuito.